# Friedland (Niederlausitz)
Friedland is een gemeente in de Duitse deelstaat Brandenburg, gelegen in de Landkreis Oder-Spree. De stad telt 2.954 inwoners.

## Demografie
- Ontwikkeling van de bevolking sinds 1875 binnen de huidige grenzen (blauwe lijn: Bevolking; stippellijn: Vergelijking van de ontwikkeling van de bevolking van de deelstaat Brandenburg, Grijze achtergrond: tijdens de nazi-regering, Rode achtergrond: tijdens de communistische regering)
- Recente ontwikkeling van de bevolking (blauwe lijn) en prognoses (stippelijn)

| Jaar | Inwoners |
| ---- | -------- |
| 1875 | 4 509    |
| 1890 | 4 397    |
| 1910 | 4 264    |
| 1925 | 4 212    |
| 1939 | 3 785    |
| 1950 | 5 534    |
| 1964 | 4 251    |

| Jaar | Inwoners |
| ---- | -------- |
| 1971 | 4 132    |
| 1981 | 3 480    |
| 1985 | 3 473    |
| 1990 | 3 457    |
| 1995 | 3 391    |
| 2000 | 3 428    |
| 2005 | 3 397    |

| Jaar | Inwoners |
| ---- | -------- |
| 2010 | 3 166    |
| 2015 | 3 017    |
| 2016 | 2 975    |
| 2017 | 2 959    |
| 2018 | 2 957    |
| 2019 | 2 985    |
| 2020 | 2 954    |

Gegevensbronnen worden beschreven in de Wikimedia Commons.
Bad Saarow ·
Beeskow ·
Berkenbrück ·
Briesen (Mark) ·
Brieskow-Finkenheerd ·
Diensdorf-Radlow ·
Eisenhüttenstadt ·
Erkner ·
Friedland ·
Fürstenwalde/Spree ·
Gosen-Neu Zittau ·
Groß Lindow ·
Grünheide ·
Grunow-Dammendorf ·
Jacobsdorf ·
Langewahl ·
Lawitz ·
Mixdorf ·
Müllrose ·
Neißemünde ·
Neuzelle ·
Ragow-Merz ·
Rauen ·
Reichenwalde ·
Rietz-Neuendorf ·
Schlaubetal ·
Schöneiche bei Berlin ·
Siehdichum ·
Spreenhagen ·
Steinhöfel ·
Storkow ·
Tauche ·
Vogelsang ·
Wendisch Rietz ·
Wiesenau ·
Woltersdorf ·
Ziltendorf